# 遊座大山商店街
遊座大山商店街（ゆうざおおやましょうてんがい）は、東京都板橋区にある商店街。キャッチフレーズは「いいですねこの街」。
旧川越街道上に位置する、山手通り(東京都道317号)と東武東上線大山駅を東西に結ぶ全長約550メートルほどの商店街。また、東武東上線の踏切を介して、国道254号線（川越街道）に至るハッピーロード大山商店街に隣接している。

## あゆみ
- 昭和25年　大山ピース通り商店会として発足。
- 昭和56年　大山サンロードと改称。
- 平成4年　遊座大山商店街と改称。

## スタンプなど
遊座大山商店街では、通常のスタンプカード式の『遊スタンプ』（ただし実際はスタンプではなく、用紙にシートを貼り付ける形式）のほか、慶長小判、天保五両判のレプリカである『遊座小判』での買い物ができる。遊座小判は通常の買い物では入手できず、
- 20名限定の交換会（毎週木曜・遊座スタンプ1冊につき1枚と交換）
- 1枚450円でのプレミア販売
- 各種商店街イベントの景品

といった特別な場合にのみ手に入れることが可能。小判1枚につき500円の買い物券として利用できる（取扱店のみ）が、釣り銭は出ない。